# Ready an' Willing
| Recensione | Giudizio |
| ---------- | -------- |
| AllMusic   |          |

Ready an' Willing è il terzo album in studio del gruppo musicale britannico Whitesnake, pubblicato nel maggio del 1980 dalla EMI.

## Il disco
Fu il primo album registrato con il batterista Ian Paice, unitosi al gruppo durante il tour promozionale di Lovehunter. Paice ritrovò i suoi ex compagni David Coverdale e Jon Lord, portando così a tre il numero di ex componenti dei Deep Purple presenti negli Whitesnake.
La traccia Fool for Your Loving era stata in origine scritta da David Coverdale e Micky Moody per la leggenda del blues B.B. King, tuttavia la coppia decise poi di tenere il brano per gli Whitesnake.
L'album contiene anche la canzone Blindman, originariamente inclusa nel primo disco solista di Coverdale.

## Tracce
1. Fool for Your Loving – 4:18 (David Coverdale, Micky Moody, Bernie Marsden)
2. Sweet Talker – 3:38 (Coverdale, Marsden)
3. Ready an' Willing – 3:44 (Coverdale, Moody, Neil Murray, Jon Lord, Ian Paice)
4. Carry Your Load – 4:06 (Coverdale)
5. Blindman – 5:09 (Coverdale)
6. Ain't Gonna Cry No More – 5:52 (Coverdale, Moody)
7. Love Man – 5:04 (Coverdale)
8. Black and Blue – 4:06 (Coverdale, Moody)
9. She's a Woman – 4:07 (Coverdale, Marsden)

Tracce bonus nella ristampa del 2006
1. Love for Sale (Previously unreleased) – 3:05 (Coverdale)
2. Ain't No Love in the Heart of the City (Live at the Reading Festival 1979) – 6:54 (Michael Price, Dan Walsh)
3. Mistreated (Live at the Reading Festival 1979) – 13:30 (Ritchie Blackmore, Coverdale)
4. Love Hunter (Live at the Reading Festival 1979) – 5:56 (Coverdale, Moody, Marsden)
5. Breakdown (Live at the Reading Festival 1979) – 5:38 (Coverdale, Moody)

## Formazione
- David Coverdale – voce
- Micky Moody – chitarre, cori
- Bernie Marsden – chitarre, cori
- Neil Murray – basso
- Jon Lord – tastiere
- Ian Paice – batteria

### Produzione
- Martin Birch – produzione, ingegneria del suono, missaggio